# Ján Mikleš
Ján Mikleš ( 18. červenec 1911, Zvolen - 17. leden 1997, Banská Bystrica) byl slovenský vysokoškolský pedagog a překladatel z latiny a řečtiny.

## Životopis
Významný pedagog, věnoval se dějinám filozofie, školství, pedagogiky, učitelství a komeniologii. Zvláštní pozornost věnoval dějinám školství na Slovensku. Autor monografií, studií, odborných článků. Nositel několika vyznamenání. Krajský školní inspektor v Banské Bystrici (1949–1951), středoškolský profesor v Banské Bystrici (1951–1957). Profesor Vyšší pedagogické školy, Pedagogického institutu a PF v Banské Bystrici (1957–1971). Vedoucí Katedry pedagogiky PF v Banské Bystrici (1962–1970). Vedoucí pracovník Ústavu pro regionální výzkum při PF v Banské Bystrici (1971–1974). Během SNP vedl válečný rozhlas Svobodného slovenského vysílače.
V roce 1991 se stal nositelem Řádu Tomáše Garrigue Masaryka IV. třídy.